# Tenite
Tenite (Fe,Ni) é um mineral encontrado naturalmente na Terra sobretudo em sideritos (é também encontrada em alguns serpentinitos). Consiste de uma liga de ferro e níquel, com a proporção de níquel a situar-se entre os 20 e os 65%.
O nome deriva do grego para "faixa". A tenite é um dos constituinte principais dos sideritos. Nos octaedritos pode ser encontrada em faixas entrançadas com camacite, formando padrões de Widmanstätten. Nos ataxitos é o principal constituinte e nos octaedritos pode ocorrer numa mistura com camacite, designada plessite.
A tenite é um dos três minerais meteoríticos de Fe-Ni que se conhecem, juntamente com a camacite e tetratenite.

## Propriedades
É opaca com com cor que varia do cinza metálico ao branco e cristaliza no sistema cúbico. A sua densidade situa-se entre 7,8 e 8,22 g/cm³ e a sua dureza é de 5 a 5,5 na escala de Mohs. É magnética.